# 玉袋筋太郎
玉袋 筋太郎（たまぶくろ すじたろう、1967年〈昭和42年〉6月22日 - ）は、日本のお笑いタレント。お笑いコンビ浅草キッドのボケ担当。本名、赤江 祐一（あかえ ゆういち）。
東京都新宿区西新宿出身。TAPを経て、フリーランスで活動している。一般社団法人全日本スナック連盟会長。

## 来歴

### 弟子入りまで
- 東京医科大学病院で生まれる[1]。祖父が建てた「赤江ビル」[2]で父方の祖父母、両親と3歳上の姉の6人家族[3]で育つ。新宿区立淀橋第二幼稚園、新宿区立淀橋第一小学校を経て[4]、新宿区立淀橋中学校卒業[5]。
- 1981年1月1日、中学一年の冬休みに『ビートたけしのオールナイトニッポン』（ニッポン放送）の初回放送を聴き、ビートたけし（以下：たけし）のファンになる[6]。
- 1983年4月、中野区にある実践商業高等学校に入学[7]。小学校時代からの友人を誘い、たけしの追っかけを始める。12月、「たけしはオールナイトニッポンの放送後に『羅生門（焼肉屋）』で食事をする」という情報を聞きつけ、入り待ちをする様になり、たけしの番組中でも「三人組の高校生のおっかけのあんちゃんがいる。」と時折話に出る。高校二年の時に自分たちに芸名を付けてくれとたけしへ頼み、「鬼怒川マッサージ」を授かる[注 1][8]。卒業後、再びニッポン放送の出待ちを繰り返す中で、顔を覚えられ出入りを許される様になる。尚、弟子入りを直訴し承諾された事実は現在までない。

### 「玉袋筋太郎」命名から「浅草キッド」結成まで
- 弟子入り後、たけしが催した「命名会」にて、3つでた芸名候補のうちから「玉袋筋太郎」を選ぶ[注 2][9]。
- 20歳ごろ、たけしは旧知の仲の島田洋七に依頼し半年ほど洋七の付き人に付いていた[10][11]。島田洋七によると漫才志望だったものの、たけし軍団には漫才を専門にする者がいなかったため、たけしから漫才をやるならということで島田に預かってもらい付き人になったという[11]。「島田玉七」を名乗っていたが表舞台に顔を出していたわけではなく、活動していたのも短期間であったため認知されているのはほんのごく一部である。
- 1987年、水道橋博士（以下、博士）と「浅草キッド」を結成。
- 2020年3月末に株式会社TAPを慰留を振り切る形で強行[要出典][注 3]退所し、フリーランスとなった。玉袋は師匠・たけしが去った事務所に残るつもりはなく、コンビでの独立を博士に持ちかけたが応じず、博士は残留した[13]ため、浅草キッドは、実質的な「解散状態」あるいは「無期限活動停止中」[14]となった。玉袋本人はこれ以降プロフィールに「浅草キッド」の名を使わず[注 4]完全にピン芸人を名乗る[要出典]。番組出演などの玉袋個人の活動は独立後も継続している[16]。
- 同年5月11日放送の『高田文夫のラジオビバリー昼ズ』（ニッポン放送）に電話出演。フリー転身後の仕事の状況を報告し「僕、三密を中心とした芸能活動じゃないですか。街歩いたり、人と関わったり、スナックだし。全部ロケが飛びまして（無くなる）、フリーになった途端にオールフリーで、ノンアルコールビールみたいになっちゃって」と嘆いた。当面の間はフリーでの活動を継続するが「でも高く買ってくれるところには（入ろうと）思っていますけどね。今、玉袋、底値ですから。今のうちに買っておくと、もしかしたらいいかもしれない」と将来的には新しい事務所に所属することも考えていると明かした[17]。

### スナック啓蒙活動
- 2009年10月、お台場東京カルチャーカルチャーにて、スナック啓蒙イベント「玉袋筋太郎の"スナック玉ちゃん"」をスタート[18]。
- 2014年、一般社団法人「全日本スナック連盟」を設立し、会長を務めている[3]。
- 2017年2月、東京・赤坂に「スナック玉ちゃん 赤坂本店」を開店、自らオーナーを務める[19]。
- 2017年5月、大阪・北新地に「スナック玉ちゃん 北新地店」をオープン[20]。
- 2018年1月、熊本県とコラボし、スナック玉ちゃん赤坂本店を「スナックくまちゃん」と期間限定で改名して営業。期間中はのど自慢大会や「馬刺しナイト」、「目指せスナック女子！スナック入門講座～How to 場末スナック～」といったイベントも行い、同県出身のお笑いコンビであるシルキーラインや宴会系昭和歌謡パフォーマーの大入袋舞が司会・進行を務めたり、ゲストとして歌う漫画家・ちえが出演した[21][22]。
- 2018年3月、中目黒キンケロ・シアターにて「舞台スナック玉ちゃん」を上演。作・演出は2丁拳銃の小堀裕之[23]。
- 2018年5月、東京・錦糸町に「スナック玉ちゃん 錦糸町店」をオープン[24]。
- 2018年10月、北海道札幌市・すすきのに「スナック玉ちゃん すすきの店」をオープン[25]。
- 2018年11月、赤坂で行われた「TBSラジオ ラジフェス2018」特別ステージにて「第1回スナックサミット」及びスナックママたちのアイドルグループ「魔魔～S（ママ～ズ）」結成イベントを開催[26]。
- 2019年5月、RHYMESTER主催イベント「人間交差点2019」にて「スナック玉ちゃん お台場出張店」を出店[27]。

### ラジオパーソナリティとして
- 2012年4月に開始した、TBSラジオ[28]「たまむすび」では、メインパーソナリティで月曜から木曜担当の赤江珠緒と本名が同姓で愛称がともに「タマちゃん」という偶然の共通点を持つ玉袋が金曜パートナー[29][30]を担当して、パーソナリティのTBSアナウンサー（小林悠→安東弘樹→外山惠理）と共演した。2022年9月には、番組イベントが日本武道館で開催され、玉袋は外山とともに和太鼓の演奏を披露した[31]。2023年3月をもって赤江の意向で「たまむすび」は終了したが、翌月から金曜のコンビ（外山・玉袋）は放送枠を継承した新番組『金曜ワイドラジオTOKYO えんがわ』[32][33]のパーソナリティ[34]となり、引き続き出演している。

### 観光親善大使
- 2012年3月、東京都檜原村の観光親善大使に就任[35]。
- 2018年5月、宮崎市の歓楽街PRを務める「宮崎市ニシタチ大使」に就任[36]。

## エピソード
- お笑いの原体験は『8時だョ!全員集合』で、好きなメンバーは加藤茶だった[37]。
- 少年ファイターズに加盟しており、日本ハムファイターズ球団本社で大沢啓二監督からサインをもらった[いつ?]。
- 中学生時代、『笑ってる場合ですよ!』（フジテレビ）の観客負傷事故に巻き込まれた[38]。
- 『ビートたけしのオールナイトニッポン』が収録されていたニッポン放送へは、当時住んでいた新宿から自転車で通っていた。
- 『高校生3人組』は玉袋だけが弟子として残るかたちとなった。「実家から通います」とたけしに告げると、「それじゃ駄目だ、これで部屋を借りろ」と現金20万円を手渡されるも、飲食や風俗で全て使い果たした。
- 漫才コンビとして食うや食わずの駆け出しで酒を飲むにも事欠いていた頃は、所持金無しでスナックやバーに一見さんで飛び込み、常連客と思しき羽振りの良さそうな入店客に近づいては持ち前の喋りを駆使して機嫌を取り、上機嫌にさせて飲食代の支払いを肩代わりしてもらい鯨飲していたこともあった。
- 檜原村観光大使就任は、番組の取材で村唯一のスナックへ訪れた時、店に偶然客として来ていた人物から村長へ紹介してもらったのがきっかけ。当初玉袋は「俺の芸名じゃ親善大使の話は無理だろうな」と思ったが、当時の檜原村村長から「そんなことは関係ないです」と親善大使に任命され、村長の男気を感じたとのこと[3]。その後の就任あいさつでは「新宿生まれで田舎が無かった自分にとって、帰る田舎ができて本当にうれしい」と語っている。

### 家族・親族
- 実家の新宿の土地は、祖父が株屋をやっていた時代に大洋漁業（現：マルハニチロ）株で荒稼ぎして購入した[39]。1960年（昭和35年）のセ・リーグ優勝チーム（大洋ホエールズ）を唯一的中させたおかげで購入できたと誤魔化していた。祖父の死後、相続トラブルに巻き込まれ、土地は売却された[40]。
- 玉袋が中学生の頃、雀荘を経営していた父はインベーダーゲームに押され、ゲイバーに転業した[41]。当時の経験からのちに「父の店に顔を出したところ、女装した親父[注 5] に、“男の仕事場に来るな”と一喝された[43]」というウケるネタが編み出された[42]。また、学生時代に帰宅したとき、妹の学校の制服（セーラー服）をめぐって父と妹が「貸せ」「貸さない」の取り合いをしていた[要出典]と語っている。当時の思春期の息子にとって実家の生業は嫌悪感が勝る受け入れ難い現実であり、友人たちにもひた隠しで、父親との関係は中学・高校期に悪化した[44]。芸人となった頃、博士に打ち明けたところ思わぬ笑いをとったので、以後ネタとして披露することになった[42]。父の死後、あるゲイバーにて同店の常連客だったというマスターから当時の回想を聞く機会があり、父は、姉弟を高校に通わせるためにゲイバーを経営してくれていた、ということにあらためて気付かされた[45]。
- 上述の通り、ネタの一つとして家族の話を披露していたが、2018年に自著の中で、2003年に当時65歳の父が自殺していたことと、それに関連した家族間の金銭トラブル[46]で姉夫婦と絶縁したこと、後述する結婚の経緯などを公表。それ以降、自らの家族観や人生観などを、率直な言葉で語るようになった[47][48][49]。
- 26歳の頃に結婚するが、いわゆる略奪婚で妻には継子があり、結婚と同時に1児の父親となった[3][50][51][52]ため、息子と血縁はない[40]
- 2022年4月の初孫誕生[53]より前から、妻とは別居中であることを2024年の著書で公表した[54][55]。個人事務所の社長は引き続き妻が務めている[56]。

### 子供時代
- 両親が自宅ビルの2階で雀荘を経営し夜中まで働いていたため、玉袋は当時小学生だったが夜のお色気番組も見放題だった。子供の頃からお調子者な性格で、お色気番組で得たスケベネタを武器に小学校ではクラスで目立つ存在だった[3]。
- 自宅近辺に野山がなかったことから放課後や休日は、歌舞伎町界隈で過ごすことがほとんどだった。玉袋にとっては近くの様々なデパートも遊び場で、おもちゃ売り場の展示品で遊んだり、おやつ代わりに食品売り場の試食をするなどして過ごし夏休みはほぼ毎日通ったほど[3]。
- 小学生の頃、赤塚不二夫の娘・赤塚りえ子と同じスイミングスクール「ドゥ・スポーツプラザ新宿」に通っていた[57]。
- 中学校では不良になる同級生が多かったが、「オールナイトニッポン」でたけしに一気に心酔した玉袋は「たけしのような男こそ本物の男」と確信したことで、不良の世界に興味を持つことなく済んだと後年語っている[3]。

### 趣味等

#### スナック
- 飲食店のスナック愛好家としても知られる[58]。スナックを題材にした番組「ナイトスナッカーズ」に出演したり、イベント「スナック玉ちゃん」を桐畑トール（ほたるゲンジ）や近藤夢（アッチャンズ）らと共に開催し、スナック文化の啓蒙活動を行っている。
- 単行本『夜の赤塚不二夫』（なりなれ社）では、巻末解説「『花ちゃん寝る』はスナックの根源が描かれている！」を担当。「スナック文化を絶対に絶やさないような活動をしていきたいんだ」「先人たちが残してくれた文化を享受して今の俺があるわけだから、ちゃんと次の世代にもバトンタッチさせないとダメだよね」「正直、新型コロナウイルスには本当に参ってるけど、俺はこれからも踏ん張り続けたいと思ってる。赤塚先生の作品とか、個性溢れるキャラクターを励みにさせていただきながらね。改めてそんな風に思わせてくれた作品でもあったな、『花ちゃん寝る』は」と語っている[59]。

#### 競輪
- 2010年9月、磯山さやか出演の競輪番組に出演し、いわき平競輪場で行われたオールスター競輪で記者の予想に乗った車券を買い、的中。40万円の払い戻しを受ける。その後、京王閣競輪場のナイターに営業で呼ばれるも知識不足でトークが受けず、これを機に本格的な研究を始める[60]。
- 教科書として漫画『ギャンブルレーサー』を読み、家から近い場所にあった京王閣、立川、西武園の3箇所を「ゴールデントライアングル」と名付け、足繁く通うようになる。
- 「地ベタで打っている人たちと一緒になってやるのがいい」という信念から、特別観覧席を使うことは番組収録以外で滅多に無い。
- 好きな競輪場は新潟県の弥彦競輪場[61]。
- 芸能界の競輪仲間は福田薫（U事工事）。

#### 映画
- 子供の頃から新作映画は徹夜して一番乗りした、という程の映画愛好家・映画館愛好家。2007年8月、東京・池袋の新文芸坐で開催された「オールナイト夏合宿」で、初の単独トークライブを行なった。ジャッキー・チェン、マッドマックス、劇場版機動戦士ガンダム、スター・ウォーズ・シリーズ、大林宣彦監督の尾道三部作など、雑食な映画愛を披露[62]。

#### その他
- 一時期はかなりの肥満体であったが、趣味のサイクリングや地道なダイエットによって大幅減量に成功した。なおその最中、みるみる痩せていく玉袋の姿に、共演が多く親交の深い江頭2:50は、玉袋が薬物依存によって痩せているものと思い込み、玉袋の楽屋を訪ね「俺にだけは本当の事を話してくれ。玉さんが痩せるために、どんな方法を使ってても俺、玉さんを受け入れるから。…なあ玉さん、薬やってんだろ?」と、号泣しながら問いただしたという。誤解とはいえ、自分のことを涙を流して心配する江頭の姿に玉袋もまた感涙し、「エガちゃんは本当に優しい奴、いい奴だね」と、泣きながら語り合って誤解を解いたという[63]。
- 仕事の休み日は自宅近くの健康ランドで風呂に入り、風呂から上がった頃に近くの店で買ったおつまみをそこの店員に届けさせ、座敷でビールを飲んでいる。平日のために人がおらず、ほぼ貸し切り状態で、本人曰く「このために仕事しているようなもの」。

### 芸名について
- 陰嚢を由来とする芸名であり公の場で使うには憚られるため、NHKの番組に出演する際は、本名やニックネームである「玉ちゃん」の名前に変わっている。なお、2009年10月12日にNHK-FMで放送された『今日は一日“プロレス・格闘技テーマ曲”三昧』などでは「玉袋筋太郎」で出演した。番組公式サイトでも「玉袋筋太郎」と表記されている。
- NHKで一時期使用された「知恵袋賢太郎」（ちえぶくろ けんたろう）[64]は『フライデーナイトはお願い!モーニング』の2001年6月15日での「新しい芸名を考えてほしい」との要望に、加護亜依が回答した芸名と同じもの。
- 民放でも『熱血!平成教育学院』『PRIDE-GP』のゲスト解説などゴールデンタイムの放送においては「玉ちゃん」名義で出演しており、現在ではその「玉ちゃん」名義での出演が圧倒的に多くなっている（平日正午枠の『おもいッきりイイ!!テレビ』を含む）。
- 東京都のサイトでは「玉袋筋太郎（以後、「玉ちゃん」）」と表記している[65]。また、檜原村の観光親善大使に就任した時、それを報じる村報は「玉袋筋太郎さん（通称玉ちゃん）」と表記している[35]。
- 「玉ちゃん」は2002年のタマちゃんブームに乗っかったため、いいイメージがあるということらしい。また、レギュラー番組で共演するアナウンサー陣[66]からは「玉さん」と呼ばれている（『たまむすび』の放送では、普段共演のない赤江珠緒も「玉さん」と呼んでいる[67]）。
- 2012年2月5日に放送されたNHK佐賀放送局のローカルニュースにて、嬉野温泉で開催された「全国スナックサミット」のニュースを読み上げるアナウンサーが「玉袋筋太郎さん」と画面上のテロップとともに、この名前を読み上げた。後日このことは本人も「スナック玉ちゃん」の中で取り上げ「悲願でもあったNHKでとうとう名前を読み上げられた」と語っている。また2015年2月放送の『全力離婚相談』ではエンドロールのテロップで初めて「玉袋筋太郎」と表示された[68]。2016年2月25日放送の『総合診療医ドクターG』で宮川大助・花子の言った精巣筋太郎を否定する形で×精巣筋太郎 ○玉袋筋太郎とテロップ表示をする（紹介時は「玉ちゃん」）。
- 本名が同じ「赤江」姓、かつ同じ新宿区出身の同業者である赤江謙一とはいとこ同士である（玉袋筋太郎の父親の弟の息子が赤江謙一）[69]。

## 出版

### 雑誌連載
- KAMINOGE「HENTAI ZADANKAI」
- デイリースポーツ「輪界のスポークすまん」
- 夕刊フジ「玉ちゃんのスナック酔滸伝」
- 週刊大衆「玉袋筋太郎の国語算数理科スナック[しゃかい]」（2017年2月13日号 - 2020年8月17日号（全165回））
- GOETHE WEB「玉袋筋太郎のスナックミシュラン」（2019年 - ）
- 週刊大衆「玉袋筋太郎の町中華は大瓶だよな!大人の義務教育633」（2020年8月24日・31日号 - 2023年5月8日・15日合併号）
- 週刊大衆「昭和あるある」（2023年5月22日号 - 2025年4月21日号（全85回））

### 著書
- 『声に出して言えない日本語』ベストセラーズ、2009年12月19日。ISBN 978-4-584-13193-0
- 『男子のための人生のルール』イースト・プレス、2011年10月4日。ISBN 978-4-7816-9013-1
- 『絶滅危惧種見聞録』廣済堂出版、2010年4月22日。ISBN 978-4-331-51450-4
- 『新宿スペースインベーダー 昭和少年凸凹伝』武田ランダムハウスジャパン、2011年5月26日。ISBN 978-4-270-00651-1、新潮社、2013年9月28日。ISBN 978-4101278360
- 『浅草キッド玉ちゃんのスナック案内』エンターブレイン、2012年2月10日。ISBN 978-4047276994
- 『タイガーダイエット（共著：松本浩彦）』ベースボール・マガジン社、2012年7月7日。ISBN 978-4583104782
- 『スナックあるある この素晴らしき魑魅魍魎の世界（イラスト：東陽片岡）』講談社、2014年5月16日。ISBN 978-4-06-218597-4
- 『スナックの歩き方』イースト新書Q、2017年3月10日。ISBN 978-4781680262

#### ムック
- 『スナックパスポート』三栄書房、2015年6月26日。ISBN 978-4779625718

#### 漫画
- 男子のための人生のルール（脚色：末田雄一郎、画：雨本圭。芳文社「まんがタイム」）

### プロレス伝説継承委員会との共著
- 『抱腹絶倒!! プロレス取調室 ~昭和レスラー夢のオールスター編~』毎日新聞出版、2016年9月1日。ISBN 978-4620324012
- 『痛快無比!! プロレス取調室 ~ゴールデンタイム・スーパースター編~』毎日新聞出版、2017年1月27日。ISBN 978-4620324333
- 『疾風怒濤!! プロレス取調室 ~UWF&PRIDE格闘ロマン編~』毎日新聞出版、2017年10月11日。ISBN 978-4620324760
- 『驚天動地!! プロレス取調室 ~さすらいのアウトロー編~』毎日新聞出版、2019年5月25日。ISBN 978-4620325842

### DVD
- 玉袋筋太郎のナイトスナッカーズ（2010年12月15日発売 アミューズソフトエンタテインメント）
- 玉袋筋太郎のナイトスナッカーズ 遠くで呑みたい! 湯の町でスナッキング（2013年3月20日発売 ポニーキャニオン）
- 玉袋筋太郎のナイトスナッカーズ 近くで呑みたい! 東京でスナッキング その1（2013年3月20日発売 ポニーキャニオン）
- 玉袋筋太郎のナイトスナッカーズ ちょっと遠くで飲みたい! 郊外でスナッキング（2013年4月17日発売 ポニーキャニオン）
- 玉袋筋太郎のナイトスナッカーズ 近くで飲みたい! 東京でスナッキング2（2013年4月17日発売 ポニーキャニオン）

### シングルCD
- 酔街エレジー（2013年3月20日、ポニーキャニオン、PCCA-70364）
- マッチ（2025年4月2日、岩佐美咲のシングル、デュエット曲のカバーで参加）
  - 特別盤A（徳間ジャパン、TKCA-75272） - 2曲目の居酒屋、玉袋パートの歌唱入りカラオケも4曲目に収録あり
  - 特別盤B（徳間ジャパン、TKCA-75273） - 2曲目の3年目の浮気、玉袋パートの歌唱入りカラオケも4曲目に収録あり

## 出演
コンビでの出演は、浅草キッド (お笑いコンビ)#出演を参照のこと。

### 現在の出演番組

#### テレビ番組
- 町中華で飲ろうぜ（BS-TBS、2019年4月1日 - ）

#### ラジオ
- 金曜ワイドラジオTOKYO えんがわ (2023年4月 - 、TBSラジオ[28]) - パーソナリティ[34]

### 過去の出演番組
- ゲームレコードGP（MONDO21）
- おもいッきりイイ!!テレビ（日本テレビ）
- 玉袋筋太郎のナイトスナッカーズ（2009年 - 2013年、EXエンタテイメント）
  - 玉袋筋太郎のナイトスナッカーズ・リターンズ（2013年 - 2018年、JCOM TV）
- 5時に夢中!サタデー（2011年 - 2014年、TOKYO MX）
- 街道歩きの旅（2011年4月30日）
- トラック乗り継ぎの旅（2012年1月28日 - 2017年2月5日、テレビ東京「土曜スペシャル→日曜ビッグバラエティ」）※不定期企画
- イキモノ日本紀行（2012年1月 - 、ひかりTV）
- 創業100年以上を探せ!老舗限定!タイムスリップ旅（2012年3月24日）
- ぴーかんテレビ（東海テレビ）※自転車部のメイン
- せんべろ女とホルモンおやじ（フジテレビワンツーネクスト） - ナレーター
- 玉瀧光（2013年5月 - 、ひかりTV）
- バラいろダンディ（2014年4月 - 2024年9月、TOKYO MX）
- たけしのダンカン馬鹿野郎!!（2014年10月17日、フジテレビ）
- 男のザップ 生イキ! ジャンポケクルーズ（BSスカパー、2016年5月5日）
- 玉袋筋太郎の競輪場へ行こう! / 運だ!飯。（SPEEDチャンネル）
- テレビ見墳記 ～ご近所古墳を味わうひととき～（2018年3月18日、関西テレビ） - MC[70]
- ぴったんこカン・カン（TBS）
- お達者ライフ（テレビ東京）
- たまたま、きよし。お財布万歳!（SPEEDチャンネル）
- 映画「ロッキー」シリーズ7週連続放送（2019年11月2日 - 12月14日、BS-TBS）- ナビゲーター（案内役）[71]
- 人生酒場〜唄は夜につれママにつれ〜（2013年5月 - 2020年、TOKYO MX)
- 玉袋筋太郎のレトロパチンコDX（2020年5月 - 2021年10月、パチンコ★パチスロTV!）
- タモリ倶楽部（テレビ朝日）※不定期ゲスト。呑み企画、プロレス企画で出演することが多い。

### ラジオ
- 玉袋筋太郎の男の作法（ラジオ関西）
- UP GARAGE presents GARAGE HERO’ｓ～愛車のこだわり～（2021年9月26日、10月3日・TBSラジオ） - ゲスト
- たまむすび（2012年4月 - 2023年3月、TBSラジオ） - 金曜パートナー[30]

### 映画
- ブレイブX 極道十勇士（2017年）- 客引き
- 漫才協会 THE MOVIE 舞台の上の懲りない面々（2024年3月1日、KADOKAWA/ミックスゾーン/中京テレビ放送/ミラクルヴォイス[72]）
- ありきたりな言葉じゃなくて（2024年12月20日、ラビットハウス）[73]

### テレビドラマ
- あきまへんで!（1998年、TBS） - 酔客 役
- 月曜ミステリー劇場　浅見光彦シリーズ (21) 平家伝説殺人事件（2005年、TBS）- 西本警部補 役
- 浅草キッドの「浅草キッド」（2002年、スカイパーフェクTV!）- 井上雅義 役
- こちら葛飾区亀有公園前派出所（2009年、TBS）- 松吉 役
- ドラマ10 全力離婚相談 第6話（2015、NHK）- 矢川章太郎 役
- 土曜ドラマ24 昼のセント酒 最終話（2016年、テレビ東京）- 常連中年・島田 役
- 土曜ワイド劇場 ドクター彦次郎2（2016年、テレビ朝日）- 鈴井義男 役
- ひねくれ女のボッチ飯 第3話（2021年、テレビ東京）- 居酒屋の常連・長さん 役
- あのクズを殴ってやりたいんだ（2024年、TBS） - 竹本則男 役[74]
- 社畜人ヤブー（2025年4月4日 - 、BS松竹東急） - スナック店「玉ちゃん」のマスター 役[75]

### テレビアニメ
- スナックバス江（2024年） - ナレーション[76]

### ドキュメンタリー
- ETV特集 「魂を継ぐもの〜破滅の無頼派・西村賢太〜」（2023年4月29日、NHK Eテレ）[77][78]

### TV-CM
- エスビー食品（2021年8月 -）- 「町中華で飲ろうぜ」番組放送枠中のみ。高田秋、坂ノ上茜と共演[79]
- 大正製薬 大正漢方胃腸薬「町中華で飲ろうぜ」番組放送枠中のみ。
- ミツカン 味ぽん（2024年5月 -）
- マイケア 琉球サプリ一望百景

## イベント

### スナック玉ちゃん
2009年から東京カルチャーカルチャーで行われているスナック啓蒙イベント。
| 日付     | 弾数  | イベントタイトル                                                                                                  |
| -------- | ----- | --- |
| 10月12日 | 第1弾 | 玉袋筋太郎の“スナック玉ちゃん”                                                                                    |
| 11月28日 | 第2弾 | 玉袋筋太郎の“スナック玉ちゃん” 開店2日目!!                                                                        |
| 12月24日 | 第3弾 | 玉袋筋太郎のスナック玉ちゃん Xmasパーティ！～お台場スナック構想を実現！クリスマスイブは、台場のスナックへ集え！～ |

| 日付     | 弾数   | イベントタイトル                                                                                                  |
| -------- | ------ | --- |
| 1月29日  | 第4弾  | 玉袋筋太郎のスナック玉ちゃん 新春大新年会！                                                                       |
| 2月26日  | 第5弾  | 玉袋筋太郎のスナック玉ちゃん 開店5日目！                                                                          |
| 3月27日  | 第6弾  | 玉袋筋太郎の「スナック玉ちゃん」卒業式スペシャル ～今夜のカラオケタイムは｢卒業｣シバリで歌いまくるぞスペシャル!!～ |
| 4月23日  | 第7弾  | 玉袋筋太郎の「スナック玉ちゃん」新歓コンパ～新しいこと、始めよう。新しい扉、開けてみよう。～                      |
| 5月31日  | 第8弾  | 玉袋筋太郎の スナック玉ちゃん ～今月は“衝撃”の月曜日開催！～ 新しいこと、始めよう。新しい扉、開けてみよう。       |
| 6月25日  | 第9弾  | スナック玉ちゃん“玉袋筋太郎 大聖誕祭”～マスターの43歳突入をのんべぇ仲間で祝いましょう～                           |
| 7月26日  | 第10弾 | スナック玉ちゃん“夏休み スペシャル”～夏バテなんてふっとばせ！祝 開店10日目祭り～                                  |
| 8月28日  | 第11弾 | スナック玉ちゃん“スナックは地球を救う!?”～昼カラはじめました スペシャル～                                         |
| 9月27日  | 第12弾 | スナック玉ちゃん“祭”～トールちゃんご生誕祭 スペシャル！～                                                         |
| 10月30日 | 第13弾 | 『スナック玉ちゃん』1周年記念記念パーティ!!                                                                       |
| 11月30日 | 第14弾 | スナック玉ちゃん“師走直前スペシャル”                                                                              |
| 12月27日 | 第15弾 | スナック玉ちゃん“忘年会！”～お蔭様でDVD「玉袋筋太郎のナイトスナッカーズ」が15日に発売されました!!～               |

| 日付     | 弾数   | イベントタイトル                                                                          |
| -------- | ------ | ----------------------------------------------------------------------------------------- |
| 1月26日  | 第16弾 | スナック玉ちゃん“大新年会！”                                                              |
| 2月26日  | 第17弾 | 第一回「スナック玉ちゃんバスツアー」 ※はとバスの協力による房総&三浦巡りバスツアー         |
| 3月31日  | 第18弾 | スナック玉ちゃん“卒業スペシャル”                                                          |
| 4月25日  | 第19弾 | スナック玉ちゃん“新歓コンパ大開催”                                                        |
| 5月30日  | 第20弾 | スナック玉ちゃん“小説発売記念パーティ！”                                                  |
| 6月22日  | 第21弾 | スナック玉ちゃん“マスター大生誕祭（MDS44）”                                               |
| 7月28日  | 第22弾 | スナック玉ちゃん“恋の季節♡”                                                               |
| 8月31日  | 第23弾 | スナック玉ちゃん 怪談スペシャル“あなたの知らない世界”                                     |
| 9月26日  | 第24弾 | スナック玉ちゃん トールちゃん大生誕祭＆大婚活祭 ～わが懺悔録 さらばオレの愛した女たちよ～ |
| 10月24日 | 第25弾 | スナック玉ちゃん“開店２周年記念祭!!”                                                      |
| 11月30日 | 第26弾 | スナック玉ちゃん 企画プレゼン＆紅白出場者選考会                                           |
| 12月26日 | 第27弾 | スナック玉ちゃん～大忘年会＆スナック紅白歌合戦！～                                        |

| 日付         | 弾数   | イベントタイトル                                                                      |
| ------------ | ------ | ------------------------------------------------------------------------------------- |
| 1月30日      | 第28弾 | スナック玉ちゃん“大新年会！”                                                          |
| 2月27日      | 第29弾 | スナック玉ちゃん～「スナック案内（ガイド）」出版記念パーティー！～                    |
| 3月21日      | 第30弾 | スナック玉ちゃん 30回記念大感謝祭！                                                   |
| 4月21 〜22日 | 第31弾 | 「玉袋筋太郎 東京都檜原村 観光親善大使就任記念バスツアー」※檜原村へ1泊2日のバスツアー |
| 5月30日      | 第32弾 | スナック玉ちゃん ちょっぴり遅い新歓コンパ！                                           |
| 6月25日      | 第33弾 | スナック玉ちゃん 第45回マスター大生誕祭                                               |
| 7月25日      | 第34弾 | スナック玉ちゃん～盛りだくさんの暑気払い～                                            |
| 8月27日      | 第35弾 | スナック玉ちゃん 納涼祭                                                               |
| 9月26日      | 第36弾 | スナック玉ちゃん 第40回トールちゃん生誕祭                                             |
| 10月24日     | 第37弾 | スナック玉ちゃん 3周年祝賀パーティー                                                  |
| 11月27日     | 第38弾 | スナック玉ちゃん 秋の大感謝祭！                                                       |
| 12月25日     | 第39弾 | スナック玉ちゃん クリスマス＆紅白＆大忘年会！                                         |

| 日付     | 弾数   | イベントタイトル                                                     |
| -------- | ------ | -------------------------------------------------------------------- |
| 1月31日  | 第40弾 | スナック玉ちゃん 大新年会                                            |
| 2月27日  | 第41弾 | スナック玉ちゃん お台場酒まつり                                      |
| 3月27日  | 第42弾 | 玉袋筋太郎の「スナック玉ちゃん」～『酔街エレジー』発売記念まつり～   |
| 4月30日  | 第43弾 | スナック玉ちゃん“新人さんいらっしゃい”                               |
| 5月29日  | 第44弾 | スナック玉ちゃん スナノミクス ～マニフェストは楽しい飲みとカラオケ～ |
| 6月27日  | 第45弾 | 『スナック玉ちゃん』～第46回マスター大生誕祭～                       |
| 7月31日  | 第46弾 | 玉袋筋太郎の『スナック玉ちゃん』～「台場のビール」祭り！～           |
| 9月3日   | 第47弾 | スナック玉ちゃん「Drink in DAIBA」                                   |
| 10月28日 | 第48弾 | 「スナック玉ちゃん」おかげさまで4周年！                              |
| 11月25日 | 第49弾 | スナック玉ちゃん“秋場所”～お台場に熱い塩が舞う～                     |
| 12月25日 | 第50弾 | 浅草キッド・玉袋筋太郎の『スナック玉ちゃん』～スナック紅白歌合戦！～ |

| 日付     | 弾数   | イベントタイトル                                                                             |
| -------- | ------ | -------------------------------------------------------------------------------------------- |
| 1月30日  | 第51弾 | 浅草キッド・玉袋筋太郎の『スナック玉ちゃん』ちょっと遅い新年会                               |
| 3月27日  | 第52弾 | 浅草キッド・玉袋筋太郎の『スナック玉ちゃん』卒業式スペシャル                                 |
| 5月27日  | 第53弾 | 浅草キッド・玉袋筋太郎の『スナック玉ちゃん』集え！新人さん！                                 |
| 6月28日  | 第54弾 | 浅草キッド・玉袋筋太郎の「スナック玉ちゃん」～本人にはナ・イ・シ・ョの第47回マスター生誕祭～ |
| 8月29日  | 第55弾 | 浅草キッド・玉袋筋太郎の夏の「スナック玉ちゃん」                                             |
| 10月28日 | 第56弾 | 浅草キッド・玉袋筋太郎の「ありがとう スナック玉ちゃん 五周年」                               |
| 12月22日 | 第57弾 | 浅草キッド・玉袋筋太郎の「スナック玉ちゃん 第4回スナック紅白歌合戦」                         |

| 日付     | 弾数   | イベントタイトル                                                                                            |
| -------- | ------ | --- |
| 2月27日  | 第58弾 | 浅草キッド・玉袋筋太郎の「スナック玉ちゃん」～祝！久々のドラマ出演～                                        |
| 4月19日  | 第59弾 | 浅草キッド・玉袋筋太郎の春の「スナック玉ちゃん」～少し遅い日曜のお花見～                                    |
| 6月26日  | 第60弾 | 浅草キッド・玉袋筋太郎の「スナック玉ちゃん」～生誕四十八周年記念興行『年男はつらいよ 筋太郎あじさいの恋』～ |
| 8月21日  | 第61弾 | 浅草キッド・玉袋筋太郎の「スナック玉ちゃん」～日本の夏 スナックの夏～                                       |
| 10月24日 | 番外編 | 『玉袋筋太郎のナイトスナッカーズ』 オフ会イベント「スナック玉ちゃん」（J:COM×MONDO TV HD プレゼンツ）       |
| 10月25日 | 第62弾 | 浅草キッド・玉袋筋太郎の「スナック玉ちゃん」～六周年 ありがとうお客様！ありがとう！                         |
| 12月22日 | 第63弾 | 浅草キッド・玉袋筋太郎の「スナック玉ちゃん」～第5回スナック紅白歌合戦～                                     |

| 日付     | 弾数   | イベントタイトル                                                                                                   |
| -------- | ------ | --- |
| 2月26日  | 第64弾 | 浅草キッド・玉袋筋太郎の「スナック玉ちゃん」～梅にウグイス夜はスナ玉 花見て一杯あかよろし スナック玉ちゃん如月編～ |
| 4月23日  | 第65弾 | 浅草キッド・玉袋筋太郎の「スナック玉ちゃん」～春は盃を掲げろ！編～                                                 |
| 6月24日  | 第66弾 | 浅草キッド・玉袋筋太郎の「スナック玉ちゃん」～初夏のスナ玉はマスター生誕祭～                                       |
| 7月24日  | 番外編 | 玉袋筋太郎のナイトスナッカーズ オフ会イベント「スナック玉ちゃん」Vol.2（J:COM×MONDO TV HD プレゼンツ）             |
| 8月30日  | 第67弾 | 浅草キッド・玉袋筋太郎の「スナック玉ちゃん」～夏期スナリンピック～                                                 |
| 10月29日 | 第68弾 | 浅草キッド・玉袋筋太郎の「スナック玉ちゃん」～七年目のスナック玉ちゃん～                                           |
| 12月24日 | 第69弾 | 浅草キッド・玉袋筋太郎の「スナック玉ちゃん」～第6回スナック紅白歌合戦～                                            |

| 日付     | 弾数   | イベントタイトル                                                        |
| -------- | ------ | ----------------------------------------------------------------------- |
| 3月31日  | 第70弾 | 浅草キッド・玉袋筋太郎の「スナック玉ちゃん」～スナ玉春の宵まつり～      |
| 6月23日  | 第71弾 | 浅草キッド・玉袋筋太郎の「スナック玉ちゃん」～スナ玉マスター生誕祭～    |
| 10月1日  | 第72弾 | 浅草キッド・玉袋筋太郎の「スナック玉ちゃん」～うっかり八周年～          |
| 12月23日 | 第73弾 | 浅草キッド・玉袋筋太郎の「スナック玉ちゃん」～第7回スナック紅白歌合戦～ |

| 日付     | 弾数   | イベントタイトル                                                        |
| -------- | ------ | ----------------------------------------------------------------------- |
| 3月31日  | 第74弾 | 浅草キッド・玉袋筋太郎の「スナック玉ちゃん」～春のスナ玉～              |
| 6月22日  | 第75弾 | 浅草キッド・玉袋筋太郎の「スナック玉ちゃん」～スナ玉マスター生誕祭～    |
| 10月6日  | 第76弾 | 浅草キッド・玉袋筋太郎の「スナック玉ちゃん」～開店9周年～               |
| 12月21日 | 第77弾 | 浅草キッド・玉袋筋太郎の「スナック玉ちゃん」～第8回スナック紅白歌合戦～ |

| 日付     | 弾数   | イベントタイトル                                                     |
| -------- | ------ | -------------------------------------------------------------------- |
| 3月16日  | 第78弾 | 浅草キッド・玉袋筋太郎の「スナック玉ちゃん」～平成最後のスナ玉～     |
| 6月22日  | 第79弾 | 浅草キッド・玉袋筋太郎の「スナック玉ちゃん」～スナ玉マスター生誕祭～ |
| 10月5日  | 第80弾 | 浅草キッド・玉袋筋太郎の「スナック玉ちゃん」～祝！10周年!!～         |
| 12月27日 | 第81弾 | 浅草キッド・玉袋筋太郎の「スナック玉ちゃん」第9回 スナック紅白歌合戦 |

| 日付    | 弾数   | イベントタイトル                                                                     |
| ------- | ------ | ------------------------------------------------------------------------------------ |
| 2月23日 | 第82弾 | 浅草キッド・玉袋筋太郎の「スナック玉ちゃん」スナック玉ちゃんの「お・も・て・な・し」 |
| 6月22日 | 第83弾 | 浅草キッド・玉袋筋太郎の「スナック玉ちゃん」マスター誕生祭 ※コロナ禍の影響で中止     |

| 日付     | 弾数   | イベントタイトル                                                 |
| -------- | ------ | ---------------------------------------------------------------- |
| 6月24日  | 第83弾 | 浅草キッド・玉袋筋太郎の「スナック玉ちゃん」〜マスターお誕生会〜 |
| 12月23日 | 第84弾 | 玉袋筋太郎 presents スナック玉ちゃん 紅白歌合戦 2023             |

| 日付     | 弾数   | イベントタイトル                                            |
| -------- | ------ | ----------------------------------------------------------- |
| 3月30日  | 第85弾 | 玉袋筋太郎 presents スナック玉ちゃん 〜玉見で一杯〜         |
| 6月23日  | 第86弾 | 玉袋筋太郎 presents スナック玉ちゃん 〜マスターお誕生日会〜 |
| 12月22日 | 第87弾 | 玉袋筋太郎 presents スナック玉ちゃん 2024 紅白歌合戦        |

### 玉袋筋太郎の新宿ラドンセンター
新宿ロフトプラスワンで行われているトークイベント。
| 日付           | イベントタイトル                                                                      |
| -------------- | ------------------------------------------------------------------------------------- |
| 2014年12月23日 | 玉袋、冬の大感謝祭!! 男の、男のよる、男のための、聖夜にして野郎夜（やろうや）!!       |
| 2015年12月25日 | 玉袋 冬の大感謝祭!! 男の、男による、男のための聖夜にして野郎夜（やろうや）!!          |
| 2017年8月25日  | 玉袋☆夏の男子フェス！男の、男による、男のためのひと夏の経験にして野郎夜（やろうや）!! |
| 2018年8月31日  | 玉袋☆夏の男子フェス！男の、男による、男のためのひと夏の経験にして野郎夜（やろうや）!! |
| 2019年4月1日   | 玉袋 新年初フェス！男の、男による、男のための 大ぼら一代 やって野郎夜（やろうや）!!   |
| 2020年4月3日   | 玉袋 新年初フェス！男の、男による、男のための 大ぼら一代 やって野郎夜（やろうや）!!   |

### スナック野郎
大阪・ミナミのロフトプラスワンWESTにてスナック玉ちゃん北新地店の協力の元、北新地店ヤギママをゲストに行われているトークイベント。
| 日付           | イベントタイトル                                                       |
| -------------- | ---------------------------------------------------------------------- |
| 2018年11月13日 | 『スナック野郎 御意見無用』第一回 スナック玉ちゃん北新地店出張イベント |
| 2019年9月28日  | 玉袋筋太郎の明るい闇営業『スナック野郎 爆走一番星』                    |
| 2020年1月18日  | 玉袋筋太郎の『スナック野郎 望郷一番星』                                |
| 2022年12月2日  | 玉袋筋太郎の『スナック野郎 天下御免』                                  |
| 2025年1月12日  | 第五回 玉袋筋太郎の『スナック野郎』                                    |

## 演劇

### 舞台 スナック玉ちゃん
玉袋筋太郎が監修を務めた演劇。
2018年3月1日から5日にかけて中目黒キンケロ・シアターで上演された。
| 監修       | 玉袋筋太郎 |
| 脚本/演出  | ヘドロットン（小堀裕之/２丁拳銃） |
| 出演       | 川上麻衣子 / 里久鳴祐果 / 藤原亜紀乃 / ケン（水玉れっぷう隊）/ 西山美海 / 坂本泰裕 (Rave Amenity) / 久留海まりん / 西口有華 / 滝島梓（電波子）/ 江藤菜摘 / 島居俊介・嶋田修平（シマッシュレコード）/ けーじ・仮屋竹洋（キカンタレ）/ 小田島信介（トマト）/ 小林勇斗 / 緑川雄志 / 小堀裕之（2丁拳銃） |
| 主催       | 全日本スナック連盟 / JOYSOUND |
| 舞台監督   | 河内一治 |
| 美術       | フジアール |
| 音響       | 宮崎浩之 (predawn) |
| 制作総括   | 永盛健之 |
| 照明       | satoko |
| ヘアメイク | 佐藤泰奈 |
| 演出助手   | 緑川雄志 |
| ブレーン   | 羽鳥愛美 |
| 制作P      | 星宏美 / 遠藤唯 |
| スタッフ   | 坂本泰裕 (Rave Amenity) / 小笠原有莉 / あきばきくこ |
| 制作協力   | 株式会社BATON |
| 協力       | AVILLA / ステージUPスタジオ /（株）SOUL GARDEN / TABプロダクション / ティーライオット / 株式会社ヤザ・パパ / （株） よしもとクリエイティブ・エージェンシー / Loki |

## 関連人物・グループ
- ビートたけし：師匠。
- ビートきよし：「たまたま、きよし。お財布万歳！」で共演。漫才コンビ「ツービート」のツッコミ担当。相方はビートたけし。
- 島田洋七：一時、付き人を務める[86]。
- 水道橋博士：漫才コンビ「浅草キッド」の相方。
- たけし軍団：弟子入り時に「浅草キッドブラザーズ」としてグループの3軍扱いとなる。
- 桐畑トール：たけし軍団の一員であり、イベント「スナック玉ちゃん」進行役。
- 近藤夢：たけし軍団の一員であり、イベント「スナック玉ちゃん」では客席対応等を務める。
- やくみつゆ：たけし軍団の一員であり、イベント「スナック玉ちゃん」では有名人にコスプレしての出演などを務める。
- 宇多丸：「5時に夢中!サタデー」や「ニッポン・ダンディ」等で共演し、公私共に交流がある。
- RHYMESTER：PV「梯子酒」のロケ地にスナック玉ちゃんを使用。主催イベント「人間交差点2019」では「スナック玉ちゃん お台場出張店」が設置された。
- 外山惠理：「たまむすび」金曜日の番組パーソナリティ。2018年4月から共演。
- 安東弘樹：「たまむすび」金曜日の元・番組パーソナリティ。で2016年4月から2018年3月にかけて共演。
- 小林悠：「たまむすび」金曜日の元・番組パーソナリティ。で2012年4月から2016年3月にかけて共演。
- 堀江ガンツ：「プロレス取調室」変態捜査官（フリーライター・編集者）
- 椎名基樹：「プロレス取調室」変態捜査官（構成作家）
- 大悟：飲み仲間で親友。玉袋のことを『筋兄』と呼んでいる[87]。